# حفنة أوراق (رواية)
حفنة أوراق (بالإنجليزية: A Fringe of Leaves)‏ هي رواية للكاتب الأسترالي الحائز على جائزة نوبل باتريك وايت، نشرت عام 1976، لأول مرة عن دار نشر جوناثان كيب.